# Särkijärvi ja Iso Metsälampi
Särkijärvi ja Iso Metsälampi este o arie protejată (arie specială de conservare — SAC, sit de importanță comunitară — SCI, arie de protecție specială avifaunistică — SPA) din Finlanda întinsă pe o suprafață de 111 ha, integral pe uscat.

## Localizare
Centrul sitului Särkijärvi ja Iso Metsälampi este situat la coordonatele 62°48′51″N 24°45′39″E / 62.8142°N 24.7608°E.

## Înființare
Situl Särkijärvi ja Iso Metsälampi a fost declarat sit de importanță comunitară în august 1998 pentru a proteja 23 de specii de animale. Alte tipuri de protecție:
- arie de protecție specială avifaunistică (în august 1998)[2]
- arie specială de conservare (în aprilie 2015)[1][3][4]

## Biodiversitate
Situată în ecoregiunea boreală, aria protejată conține 6 habitate naturale: Lacuri și iazuri distrofice naturale, Mlaștini turboase de tranziție și turbării mișcătoare, Taiga vestică, Păduri fino-scandinave bogate în ierburi cu Picea abies, Păduri caducifoliate de mlaștină fino-scandinave, Mlaștini împădurite.
La baza desemnării sitului se află mai multe specii protejate de  păsări (23): rață sulițar (Anas acuta), gâscă de semănătură (Anser fabalis), ciuf de câmp (Asio flammeus), rața moțată (Aythya fuligula), cocoșul de mesteacăn (Bonasa bonasia), bătăuș (Calidris pugnax), erete de stuf (Circus aeruginosus), erete vânăt (Circus cyaneus), lebădă de iarnă (Cygnus cygnus), ciocănitoare neagră (Dryocopus martius), șoimul rândunelelor (Falco subbuteo), cocor (Grus grus), Hydrocoloeus minutus, sfrâncioc roșiatic (Lanius collurio), pescăruș râzător (Larus ridibundus), Lyrurus tetrix tetrix, Mergellus albellus, corcodel-urechiat (Podiceps auritus), cresteț pestriț (Porzana porzana), Spatula clypeata, rață cârâitoare (Spatula querquedula), fluierar de mlaștină (Tringa glareola), fluierarul cu picioare roșii (Tringa totanus).
Pe lângă speciile protejate, pe teritoriul sitului au mai fost identificate 1 specie de plante.